# سد بادوش
سد بادوش هو سد متعدد الأغراض لم ينته بناؤه بعد يقع على نهر دجلة مسافة 16 كم (9.9 ميل) شمال غرب الموصل شمال العراق. صمم السد ليكون حين انتهائه بديلا عن سد الموصل المهدد بالانهيار. ومن المخطط ان ينتج السد 170 ميغاواط من الطاقة الكهرومائية. بدأ بناء السد في تسعينات القرن العشرين وتوقف البناء قبل غزو العراق عام 2003.

## التاريخ
استجابةً للقلق بشأن أساس سد الموصل الكارستي، بدأت وزارة الري العراقية بناء السد في عام 1988. انتهت الأعمال على السد في عام 1991 بسبب العقوبات الاقتصادية المفروضة على العراق. كانت هناك مشكلات أخرى تعوق البناء، خاصةً انبعاث الغازات السامة. كان قد تم إنجاز أعمال مهمة في السد، بما في ذلك بناء وحدة الطاقة الكهرومائية، حيث كان السد مكتملًا بحوالي 40%.

## المشروع الحالي
ساهمت المخاوف بشأن استقرار سد الموصل بشكل كبير في الجهود الأخيرة لإعادة بدء بناء سد بادوش، وربما توسيعه أيضًا.
في ديسمبر 2005، كانت وزارة الموارد المائية العراقية تعمل على تطوير مشروع لإعادة بناء السد. حاليًا، قد يكلف إكمال التصميم الأولي حوالي 300 مليون دولار أمريكي، لكن الحكومة العراقية مترددة في إنفاق 10 مليارات دولار إضافية لتوسيع حجم السد للمساعدة في تقليل خطر الفشل المحتمل لسد الموصل.
يتضمن المشروع الحالي سدًا رئيسيًا مصنوعًا من التراب مع نواة طينية مائلة ومواد أخرى عشوائية، بالإضافة إلى سدين صغيرين (سدود ردمية) على الضفة اليسرى وسد خرساني بارتفاع 240 متر (790 قدم) على الضفة اليمنى (نوع الدعامة المجوفة). يشمل السد الخرساني ثمانية مخرج سفلي، وقناة تصريف، وأربعة مآخذ وقنوات للطاقة، وحوض سكون، وقنوات لتوزيع المياه. هناك محطة توليد طاقة قريبة من السد الخرساني. ستكون قدرة تصريف قناة تصريف سد بادوش القصوى 4000 متر مكعب في الثانية (140,000 قدم مكعب في الثانية)؛ وستبلغ سعة كل وحدة طاقة كهرومائية 275 متر مكعب في الثانية (9700 قدم مكعب في الثانية) بإجمالي 1100 متر مكعب في الثانية (39,000 قدم مكعب في الثانية). توفر المخرجات السفلية ومحطة الطاقة وقناة التصريف سعة تصريف مجمعة تصل إلى 13,100 م³/ث (460,000 قدم مكعب في الثانية).
يبلغ مستوى الخزان العادي 245.5 متر (805 قدم) فوق مستوى سطح البحر، بينما يبلغ المستوى الأقصى 307 متر (1007 قدم). الفارق البالغ 61.5 متر (202 قدم) بين المستوى العادي والأقصى مخصص لحماية الفيضانات من انهيار سد الموصل. عند المستوى الأقصى، يمكن أن يحتفظ خزان بادوش بـ 10,000,000,000 متر مكعب (8,100,000 فدان·قدم) بما يكفي لاستيعاب وتمرير موجة سد الموصل، وفقًا لدراسة عن الموجات.